# Lerista kalumburu
Lerista kalumburu är en ödleart som beskrevs av  Storr 1976. Lerista kalumburu ingår i släktet Lerista och familjen skinkar. Inga underarter finns listade i Catalogue of Life.